# Isotiocianato di fenile
L'isotiocianato di fenile è un composto aromatico derivato dall'acido tiocianico (isotiocianato).

## Sintesi
Può essere preparato per reazione dell'anilina con disolfuro di carbonio e ammoniaca concentrata con formazione del ditiocarbammato che viene poi ridotto con nitrato di piombo:

## Reattività
L'uso principale è come reagente in un metodo di sequenziamento dei peptidi (degradazione di Edman) per cui è noto anche come reattivo di Edman.
In questo caso si sfrutta la spiccata attività dell'isotiocianato rispetto all'attacco nucleofilo dell'ammina terminale dei peptidi.
La combustione può provocare fumi contenenti cianuri, monossido di carbonio e ossidi di azoto e zolfo.